# Џеф Безос
Џефри Престон Безос (рођен као Џефри Престон Јоргенсен, 12. јануара 1964) је амерички предузетник, инвеститор и филантроп. Он је оснивач, извршни директор и председник Амазона.
Безос је рођен у Албукеркију, а одрастао је у Хјустону. Дипломирао је на Принстон Универзитету 1986. године са дипломом електротехнике и информатике. Радио је на Вол стриту на различитим сродним пољима од 1986. до почетка 1994. године. Основао је Амазон крајем 1994. године током путовања из Њујорка у Сијетл. Компанија је почела као онлајн књижара и проширила се на разне производе и услуге, укључујући видео и аудио стримове. Тренутно је највећа светска онлајн компанија за продају, као и највећи светски пружалац клауд услуга путем својих Амазон Веб Сервиса (енгл. AWS - Amazon Web Services).
Крајем јула 2017. године, постао је најбогатија особа на свету када је његова процењена нето вредност порасла на нешто више од 90 милијарди долара. Безосово богатство је премашило 100 милијарди долара по први пут 24. новембра 2017. године, а Форбс га је 6. марта 2018. године формално прогласио најбогатијом особом на свету, са нето вредношћу од 112 милијарди долара. Као први центи-милијардер на Форбсовом индексу богатства, проглашен је „најбогатијим човеком у модерној историји”, након што је његова нето вредност порасла на 150 милијарди долара у јулу 2018.